# Patrick Battiston
Patrick Battiston (Amnéville, 12 maart 1957) is een voormalig Frans voetballer, die op drie verschillende WK's speelde en het EK 1984 won.

## Clubcarrière
Battiston begon zijn carrière bij Talange, in een lage divisie. In 1973 werd hij ontdekt door FC Metz. Na zeven jaar voor deze club te hebben gespeeld, vertrok hij naar AS Saint-Etienne, waar hij kampioen van Frankrijk werd in 1981. Vervolgens ging Battiston spelen voor Girondins de Bordeaux, waarmee hij drie keer landskampioen werd en twee keer de Coupe de France won. Daarna werd hij ook met AS Monaco kampioen van Frankrijk en in 1989 keerde hij terug bij Bordeaux.

## Interlandcarrière
Battiston speelde in totaal 56 interlands voor Frankrijk, waarin hij drie keer scoorde. Hij speelde mee op de WK's van 1978, 1982 en 1986. Verder hielp hij zijn land aan de Europese titel op het EK van 1984. In 1976 vertegenwoordigde hij zijn vaderland bij de Olympische Spelen in Montreal, Canada.
Zijn bekendste interland speelde Battiston in de halve finale op het WK 1982. In de wedstrijd tegen West-Duitsland kwam hij in de tweede helft als invaller op het veld. Na tien minuten kreeg hij een kans op een doelpunt na een pass van Michel Platini. De Duitse keeper, Harald Schumacher, kwam uit zijn doel en sprong op om de bal tegen te houden. Battiston schoot naast, maar Schumacher draaide zich met opzet naar Battiston toe en kwam met zijn heup vol tegen het hoofd van Battiston. De speler bleef bewusteloos liggen, met beschadigde nekwervels en ruggengraat en met twee tanden minder. Later raakte hij zelfs in coma.
De overtreding van Schumacher werd nog bekender, doordat de Nederlandse scheidsrechter Charles Corver gewoon liet doorspelen. De actie van de keeper was hem ontgaan en hij gaf een doeltrap aan West-Duitsland. Schumacher gooide na de wedstrijd nog meer olie op het vuur, toen hem verteld werd dat Battiston een paar tanden had verloren. De Duitser zei toen: "Als dat alles is, betaal ik de kronen wel".
Later heeft Schumacher zich verontschuldigd tegen Battiston. In zijn autobiografie Anpfiff legde Schumacher uit waarom hij naar zijn zeggen op het veld niet naar Battiston was toegegaan om te kijken hoe het met hem ging. Dat kwam volgens de doelman doordat verschillende Franse spelers bedreigende gebaren naar hem zouden hebben gemaakt.

## Erelijst
- Kampioen van Frankrijk: 1981, 1984, 1984, 1987, 1988
- Winnaar Coupe de France: 1986, 1987
- Winnaar Europees Kampioenschap: 1984
- Halvefinalist Wereldkampioenschap: 1982, 1986